# Херст, Дэмьен
Дэ́мьен Стивен Херст (англ. Damien Hirst; род. 7 июня 1965, Бристоль, Великобритания) — английский художник, предприниматель, коллекционер произведений искусства, а также самая знаменитая фигура группы Young British Artists, доминирующая на арт-сцене с 1990-х годов.
По оценкам Sunday Times, Херст является самым богатым живущим художником в мире — на 2010 год его состояние оценивалось в £215 миллионов. В начале своего карьерного пути Дэмьен тесно сотрудничал с известным коллекционером Чарльзом Саатчи, но нарастающие разногласия привели к разрыву их отношений в 2003 году.
Смерть — центральная тема в его работах. Наиболее известная серия художника — Natural History: мёртвые животные (включая акулу, овцу и корову) в формальдегиде. Знаковая работа — «Физическая невозможность смерти в сознании живущего» (англ. The Physical Impossibility of Death in the Mind of Someone Living): тигровая акула в аквариуме с формальдегидом. Данная работа стала символом графической работы британского искусства 1990-х и символом Britart во всём мире.
Бабочки — одни из центральных объектов для выражения творчества Херста, он использует их во всех возможных формах: изображение на картинах, фотографии, инсталляции. Так, он использовал для одной из своих инсталляций «Влюбиться и разлюбить» (In and Out of Love), проходившей в Tate Modern с апреля по сентябрь 2012 года в Лондоне, 9 тысяч живых бабочек, которые постепенно погибли в ходе проведения данного мероприятия. После данного инцидента представители Королевского общества по предотвращению жестокого обращения с животными подвергли художника жёсткой критике.
В сентябре 2008 года Херст продал полное собрание Beautiful Inside My Head Forever на аукционе Sotheby’s за £111 миллионов ($198 миллионов), тем самым побив рекорд для аукциона с одним художником.

## Биография
Дэмиен Херст родился в Бристоле, вырос в Лидсе. Его отец был механиком и продавцом машин, он оставил семью когда Дэмиену было 12 лет. Его мама, Мэри, была художником-любителем. Она быстро потеряла контроль над сыном, которого дважды арестовывали за кражи в магазинах. Сначала Дэмиен учился в художественной школе в Лидсе, затем, после двух лет работы на строительных площадках Лондона, попытался поступить в Центральный Колледж искусства и дизайна имени Святого Мартина и в какой-то колледж в Уэльсе. В итоге он был принят в Колледж «Голдсмит» (1986—1989).
В 1980-х годах Колледж «Голдсмит» считался новаторским: в отличие от других школ, которые собирали у себя студентов, не сумевших поступить в настоящий колледж, школа «Голдсмит» привлекала к себе немало талантливых студентов и изобретательных преподавателей. Голдсмит ввёл у себя инновационную программу, которая не требовала у студентов умения рисовать или писать красками. За последние 30 лет подобная модель образования получила широкое распространение во всём мире.
Как студент школы, Херст регулярно посещал морг. Позже он заметит, что многие темы его произведений берут начало именно там.

## Карьера
В июле 1988 года Херст курировал получившую известность выставку Freeze (англ.) в пустом здании администрации лондонского порта в лондонских доках; на выставке были представлены работы 17 студентов школы и его собственное творение — композиция из картонных коробок, раскрашенных малярными латексными красками. Сама выставка Freeze тоже была плодом творчества Херста. Он сам отбирал работы, заказывал каталог и планировал церемонию открытия.
Freeze стала стартовой точкой для нескольких художников объединения YBA; кроме того на Херста обратил внимание известный коллекционер Чарльз Саатчи.
В 1989 году Херст закончил Goldsmiths College. В 1990 году вместе с другом Карлом Фридманом он организовал ещё одну выставку, Gamble, в ангаре — в пустом здании завода Bermondsey. Эту выставку посетил Саатчи: Фридман вспоминает как он стоял с открытым ртом перед инсталляцией Херста под названием Тысяча лет — наглядной демонстрации жизни и смерти. Саатчи приобрёл это творение и предложил Херсту деньги на создание будущих работ.
Таким образом, на деньги Саатчи в 1991 году была создана Физическая невозможность смерти в сознании живущего, представляющая собой аквариум с тигровой акулой, длина которой достигала 4,3 метра. Работа обошлась Саатчи в 50 000 фунтов. Акула была поймана уполномоченным рыбаком в Австралии и имела цену в 6000 фунтов. В результате Херст был номинирован на получение Премии Тёрнера, которая была присуждена Гринвиллу Дэйви. Сама акула была продана в декабре 2004 года коллекционеру Стиву Коэну за $12 миллионов (£6,5 миллионов).
Первое международное признание Херста пришло к художнику в 1993 году на Биеннале в Венеции. Его работа «Разделённые мать и дитя» представляла собой части коровы и телёнка, помещённые в раздельные аквариумы с формальдегидом. В 1997 году увидела свет автобиография художника «I Want To Spend the Rest of My Life Everywhere, with Everyone, One to One, Always, Forever, Now».
Последний по времени проект Херста, наделавший много шума, представляет собой изображение человеческого черепа в натуральную величину; сам череп скопирован с черепа европейца в возрасте около 35 лет, умершего где-то между 1720 и 1910 годами; зубы в череп вставлены настоящие. Творение инкрустировано 8601 промышленным бриллиантом общим весом в 1100 карат; они покрывают его сплошь, как мостовая. В центре лба черепа располагается большой бледно-розовый бриллиант весом 52,4 карата стандартной бриллиантовой огранки. Скульптура называется «За любовь Господа» и представляет собой самую дорогую скульптуру живущего автора — £50 миллионов.
В 2009 прошла выставка Херста в центре Виктора Пинчука в Киеве.
В 2011 году Херст оформил обложку альбома музыкальной группы Red Hot Chili Peppers [I’m With You]

## Работы
- The Physical Impossibility of Death in the Mind of Someone Living (1991), тигровая акула в аквариуме с формалином. Это была одна из работ, номинированных на приз Тёрнера.
- Pharmacy(1992), воспроизведение аптеки в натуральную величину.
- A Thousand Years (1991), инсталляция.
- Amonium Biborate (1993)
- In and Out of Love (1994), инсталляция.
- Away from the Flock (1994), мёртвая овца в формальдегиде.
- Arachidic Acid (1994) живопись.
- Some Comfort Gained from the Acceptance of the Inherent Lies in Everything (1996) инсталляция.
- Hymn (1996)
- Mother and Child Divided
- Two Fucking and Two Watching
- God
- The Stations of the Cross (2004)
- The Virgin Mother (недоступная ссылка)
- The Wrath of God (2005)
- «The Inescapable Truth», (2005)
- «The Sacred Heart of Jesus», (2005).
- «Faithless», (2005)
- «The Hat Makes de Man», (2005)
- «The Death of God», (2006)
- «For the Love of God», (2007)
- Анатомия ангела (2008)
- «Удивительное путешествие» (2013) — серия из 14 бронзовых скульптур, символизирующих внутриутробное развитие и рождение человека, установленная в Катаре, у входа в медицинский и исследовательский центр «Сидра», специализирующийся на лечении женщин и детей. 13 скульптур изображают матку с находящимся в ней эмбрионом на разных стадиях развития, последняя — новорожденного ребёнка. Инсталляция была установлена в октябре 2013 года; вскоре, после протестов в соцсетях, её закрыли от публики (руководство больницы объяснило закрытие необходимостью защитить скульптуры от строительных работ), 19 ноября 2018 года СМИ сообщили о том, что она открыта вновь[7].

## Живопись
В отличие от скульптур и инсталляций, практически не отходящих в сторону от темы смерти, живопись Дэмьена Херста на первый взгляд выглядит весёлой, нарядной и жизнеутверждающей. Основными живописными сериями художника являются:
- «Пятна» — Spot paintings (1988 — до сегодняшнего дня) — геометрическая абстракция из цветных кружков, как правило одинакового размера, не повторяющихся по цвету и упорядоченных в решётку. На некоторых работах эти правила не соблюдаются. В качестве имён для большинства работ этой серии взяты научные названия различных отравляющих, наркотических или возбуждающих веществ: «Aprotinin», «Butyrophenone», «Ceftriaxone», «Diamorphine», «Ergocalciferol», «Minoxidil», «Oxalacetic Acid», «Vitamin C», «Zomepirac» и тому подобные.

Цветные кружки стали фирменным знаком Херста, противоядием к тем его вещам, чья тема — смерть и разложение; поскольку никакие два пятна полностью не совпадают по цвету, эти картины свободны от гармонии, от цветового равновесия и от всех прочих эстетических затей, все они, как рекламные плакаты, излучают радостное, притягивающее взгляд сияние.Кэлвин Томкинс
- «Вращения» — Spin paintings (1992 — до сегодняшнего дня) — живопись в жанре абстрактного экспрессионизма и технике Спинарта. При производстве этой серии художник или его ассистенты льют или капают краску на вращающийся холст.
- «Бабочки» — Butterfly Colour Paintings (1994—2008) — абстрактный ассамбляж. Картины создаются при помощи наклеивания мёртвых бабочек на свежевыкрашенный холст (клей не используется, бабочки липнут к незатвердевшей краске сами). Холст при этом равномерно закрашен одним цветом, а используемые бабочки имеют сложную, яркую окраску.
- «Калейдоскопы» — Kaleidoscope Paintings (2001—2008) — здесь при помощи прилепленных очень близко друг к другу бабочек художник создаёт симметричные узоры, похожие на узоры калейдоскопа.

Несмотря на то, что живописью с бабочками Дэмьена Херста музеи иногда украшают свои детские уголки, бабочки в творчестве художника вполне определённо играют роль символов смерти.

## Рекорды Д. Херста
- В 2007 году работа «За любовь Господа» (платиновый череп, инкрустированный бриллиантами) была продана через галерею «White Cube» группе инвесторов за рекордную для ныне живущих художников сумму в $ 100 млн. Правда есть сведения о том, что среди так называемой «группы инвесторов» более 70 % активов принадлежит самому Херсту и его компаньонам. Так что была продана эта работа не более чем на треть.